# بارویر هوهانیسیان
بارویر آبراهامی هوهانیسیان (ارمنی: Պարույր Աբրահամի Հովհաննիսյան؛  زادهٔ ۱۵ اکتبر ۱۹۰۶ - درگذشته ۲۴ مهٔ ۱۹۷۲) یک دامپزشک و استاد اهل ارمنستان بود.

## زندگی‌نامه
در ۱۵ اکتبر ۱۹۰۶ در بلور به دنیا آمد و از دانشگاه دولتی کشاورزی وورونژ (۱۹۳۰) فارغ‌التحصیل شد. وی در انستیتو دام‌پروری و دام‌پزشکی ایروان فعالیت می‌کرد.  وی همچنین برنده دانشمند شایسته ارمنستان شوروی (۱۹۶۶) و نشان برجسته افتخار شده است. وی در ۲۴ مهٔ ۱۹۷۲ در سن ۶۵ سالگی در ایروان درگذشت.

## یادداشت
1. ↑  անասնաբուժական գիտությունների դոկտոր
2. ↑  Վորոնեժի պետական ագրարային համալսարան